# Jimeneziella
Genre
Jimeneziella est un genre d'opilions laniatores à l'appartenance familiale incertaine.

## Distribution
Les espèces de ce genre sont endémiques de Cuba.

## Liste des espèces
Selon World Catalogue of Opiliones (26/10/2021) :
- Jimeneziella decui Avram, 1970
- Jimeneziella negreai Avram, 1970

## Publication originale
- Kury & Alonso-Zarazaga, 2011 : « Addenda and corrigenda to the Annotated catalogue of the Laniatores of the New World (Arachnida, Opiliones). » Zootaxa, no 3034, p. 47–68.